# روورسیو (بازیکن فوتبال)
روورسیو (به پرتغالی: Rovérsio Rodrigues de Barros) مدافع اهل برزیل است که در شهر Igarassu و در تاریخ ۱۷ ژانویهٔ ۱۹۸۴ به دنیا آمده‌است.
روورسیو در تیم‌های فوتبال سانتاکروز سابقهٔ حضور دارد.